# Get Ready (New Order)
Get Ready è il settimo album in studio del gruppo musicale New Order, pubblicato nell'agosto 2001 dalla London Records.
L'album dà seguito al poco fortunato Republic del 1993. Composto da 10 tracce, vanta collaborazioni importanti come quella di Billy Corgan, frontman degli Smashing Pumpkins. Il singolo di lancio è stato Crystal, traccia che apre l'album.

## Tracce
1. Crystal – 6:51
2. 60 Miles an Hour – 4:34
3. Turn My Way – 5:05
4. Vicious Streak – 5:40
5. Primitive Notion – 5:43
6. Slow Jam – 4:53
7. Rock the Shack – 4:12
8. Someone like You – 5:42
9. Close Range – 4:13
10. Run Wild – 3:57

## Formazione
New Order
- Bernard Sumner – voce, chitarre, sintetizzatore e programmazione, melodica
- Gillian Gilbert – sintetizzatore e programmazione, chitarre, cori
- Peter Hook – basso, sintetizzatore e programmazione, cori
- Stephen Morris – batteria, sintetizzatore e programmazione

Ospiti
- Billy Corgan - voce in 3
- Bobby Gillespie - voce in 7
- Andrew Innes - chitarra in 7